# Jens Bojsen-Møller
Jens Bojsen-Møller (9 de junho de 1966) é um velejador dinamarquês, medalhista olímpico. Ele competiu nos Jogos Olímpicos de Verão de 1992 na classe Flying Dutchman e conquistou a medalha de bronze, ao lado de seu primo Jørgen Bojsen-Møller.
Ele se tornou Mestre em Ciências (MSc) em 1999 e PhD em 2005 pela Universidade de Copenhague. Em campeonatos mundiais, ele conquistou o título pela primeira vez com Jørgen em Newport em 1990 e em Travemünde em 1993 no Flying Dutchman, antes de também se tornar campeão mundial em Soling em Melbourne em 1999.